# Bandar Lampung
Bandar Lampung là thành phố tỉnh lỵ của tỉnh Lampung, Indonesia. Trước đây được gọi là Tanjungkarang-Telukbetung, tên của hai khu vực chính của thành phố trước khi thành phố được đổi tên năm 1983. Đối với những người đến từ Java, thành phố là cửa ngõ vào Sumatra, đặc biệt trước khi có công trình xây dựng bến cảng tại Bakauheni, phía Nam của Bandar Lampung.
Diện tích thành phố là 169,21 km², dân số ước tính 700.000 người.